# Karl August Wrede

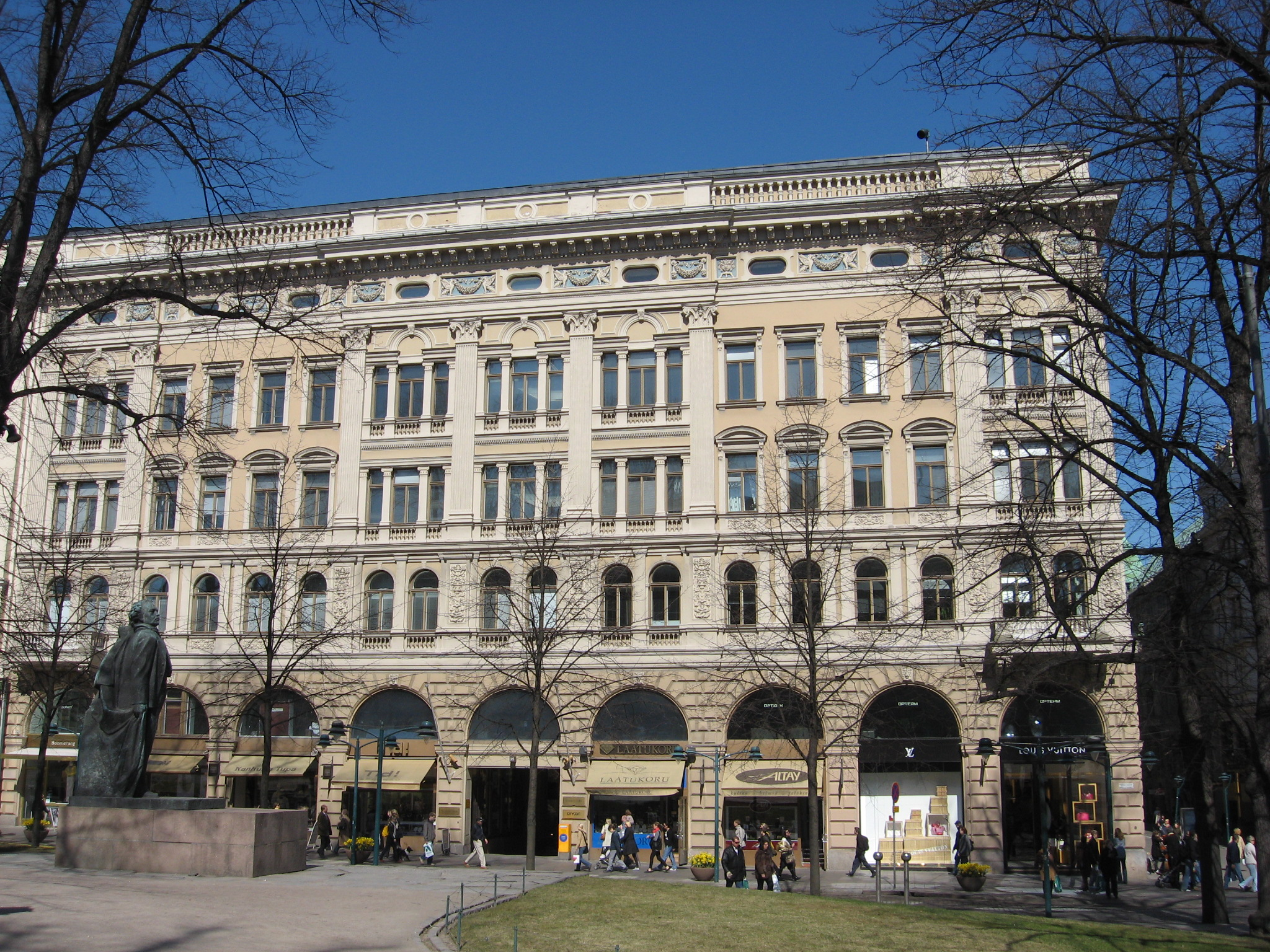
Wredeska huset.

Karl August Wrede, född 18 september 1859 i Anjala, död 25 maj 1943 i Helsingfors, var en finländsk arkitekt, friherre och väckelseledare. 
Efter examen från Polytechnikum i Dresden 1882 tjänstgjorde Wrede 1883–1887 och 1893–1918 vid Överstyrelsen för allmänna byggnaderna, först vid Viborgs länsbyggnadskontor och senare vid Nylands läns i Helsingfors. Han ritade ett flertal nyrenässansbyggnader i Helsingfors, av vilka en del revs under 1960-talet. Efter en religiös kris 1894 deltog han i det kristliga arbetet, särskilt inom missionen, som predikant och författare. Han utgav släktminnen, Vid Kymmene älv (1933) och Minnen från mitt arbete för Herren (1940).

## Verk i urval
- Sinebrychoffska villan (1887) på Björnholmen i Esbo
- Wredeska huset, två byggnader vid Mikaelsgatans, Norra Esplanadens och Alexandersgatans hörn (1888 och 1892)
- Milavida (sedermera Näsilinna) i Tammerfors (1898), palats för industrimannen Peter von Nottbeck som inrymmer landskapsmuseet.
- Finska missionssällskapets kyrka och hus (1900)
- Åbo stadsbibliotek (1903)
- Stadsmissionens kyrka Betania (1904)